# Metaseiulus pedoni
Metaseiulus pedoni är en spindeldjursart som först beskrevs av Zaher och A.M.El-Tabey Shehata 1969.  Metaseiulus pedoni ingår i släktet Metaseiulus och familjen Phytoseiidae. Inga underarter finns listade i Catalogue of Life.